# General Mariano Alvarez
General Mariano Alvarez – miasto na Filipinach w regionie CALABARZON, na wyspie Luzon.
W 2010 roku liczyło 138 540 mieszkańców.